# Koopsi
Koopsi – wieś w Estonii, w prowincji Tartu, w gminie Elva.